# Олів-Гілл (Кентуккі)
Олів-Гілл (англ. Olive Hill) — місто (англ. city) в США, в окрузі Картер штату Кентуккі. Населення — 1580 осіб (2020).

## Географія
Олів-Гілл розташований за координатами 38°18′22″ пн. ш. 83°10′6″ зх. д. / 38.30611° пн. ш. 83.16833° зх. д. (38.306021, -83.168216).  За даними Бюро перепису населення США в 2010 році місто мало площу 4,72 км², з яких 4,65 км² — суходіл та 0,07 км² — водойми. В 2017 році площа становила 5,01 км², з яких 4,93 км² — суходіл та 0,08 км² — водойми.

## Демографія
Згідно з переписом 2010 року, у місті мешкало 1599 осіб у 686 домогосподарствах у складі 425 родин. Густота населення становила 339 осіб/км².  Було 794 помешкання (168/км²).
Расовий склад населення:
| - 98,0 % — білих - 0,1 % — вихідців з тихоокеанських островів - 0,1 % — корінних американців - 0,1 % — чорних або афроамериканців |

До двох чи більше рас належало 1,4 %. Частка іспаномовних становила 0,9 % від усіх жителів.
За віковим діапазоном населення розподілялося таким чином: 23,0 % — особи молодші 18 років, 57,7 % — особи у віці 18—64 років, 19,3 % — особи у віці 65 років та старші. Медіана віку мешканця становила 41,9 року. На 100 осіб жіночої статі у місті припадало 89,5 чоловіків;  на 100 жінок у віці від 18 років та старших — 83,2 чоловіків також старших 18 років.
Середній дохід на одне домашнє господарство  становив 41 362 долари США (медіана — 32 535), а середній дохід на одну сім'ю — 50 314 долари (медіана — 41 125). Медіана доходів становила 40 769 доларів для чоловіків та 28 313 долари для жінок. За межею бідності перебувало 32,1 % осіб, у тому числі 42,8 % дітей у віці до 18 років та 21,8 % осіб у віці 65 років та старших.
Цивільне працевлаштоване населення становило 630 осіб. Основні галузі зайнятості: освіта, охорона здоров'я та соціальна допомога — 31,7 %, роздрібна торгівля — 16,3 %, будівництво — 8,1 %, мистецтво, розваги та відпочинок — 7,6 %.